# Adam Strange (serie televisiva)
Adam Strange (Strange Report) è una serie televisiva britannica in 16 episodi trasmessi per la prima volta nel corso di una sola stagione nel 1969.
È una serie gialla incentrata sui casi affrontati da Adam Strange, un criminologo in pensione.

## Trama
Adam Strange è un criminologo in pensione che si diverte a risolvere i crimini che mettono in difficoltà la polizia di Londra. Con l'aiuto del giovane amico statunitense Hamlyn Gynt, soprannominato, "Ham", e della sua vicina di casa, la bella Evelyn, riesce quasi sempre a scovare l'assassino e a risolvere l'enigma con il suo caratteristico British style.

## Personaggi e interpreti
- Adam Strange (16 episodi, 1969-1970), interpretato da Anthony Quayle.
- Hamlyn Gynt (16 episodi, 1969-1970), interpretato da Kaz Garas.
- Evelyn McLean (16 episodi, 1969-1970), interpretata da Anneke Wills.
- Professor Marks (7 episodi, 1969-1970), interpretato da Charles Lloyd Pack.
- Sovrintendente capo Cavanagh (2 episodi, 1969), interpretato da Gerald Sim.
- Brinkley (2 episodi, 1969), interpretato da Alfred Bell.

## Produzione
La serie fu prodotta da Arena Productions e Incorporated Television Companye girata nei Pinewood Studios a Iver Heath in Inghilterra. Le musiche furono composte da Roger Webb.

### Registi
Tra i registi sono accreditati:
- Charles Crichton in 5 episodi (1969)
- Peter Duffell in 4 episodi (1969)
- Brian Smedley-Aston in 2 episodi (1969-1970)
- Peter Medak in 2 episodi (1969)
- Daniel Petrie in 2 episodi (1969)
- Robert Asher

### Sceneggiatori
Tra gli sceneggiatori sono accreditati:
- Don Brinkley in 2 episodi (1969)
- Roger Parkes in 2 episodi (1969)

## Distribuzione
La serie fu trasmessa nel Regno Unito dal 21 settembre 1969 all'11 gennaio 1970 sulla rete televisiva Independent Television. In Italia è stata trasmessa con il titolo Adam Strange.

## Episodi
| Stagione       | Episodi | Prima TV Regno Unito | Prima TV Italia |
| -------------- | ------- | -------------------- | --------------- |
| Prima stagione | 16      | 1969-1970            | anni' 70        |